# Come On/Morphine
"Come On" i "Morphine" pjesme su britanskog glazbenog dua Kish Mauve. Pjesme su napisali i producirali Kish Mauve za svoj debitantski Black Heart (2009). Objavljene su kao dupli singl 2. ožujka 2009. u izdanju diskografske kuće YNYS Recordings.

## Popis pjesama
Digitalni download

1. "Come On" – 3:54
2. "Morphine" – 3:16[2][1]